# Библиотека Манастира Светог Преображења Господњег
Библиотека Манастира Светог Преображења Господњег се налази у склопу Манастира Светог Преображења Господњег у канадском граду Милтон.
Зграда уједно служи и као музеј и архива Епархије канадске. Фонд библиотеке броји преко десет хиљада књига.

## О библиотеци
Првобитну манастирску библиотеку успоставила је Мирјана Томичић, 2. априла 1995. године. Библиотека се налазила у владичанском двору и њен почетни фонд створен је захваљујући поклонима и завештањима.
Након добијања одговарајућих дозвола, градња нове зграде библиотеке почела је априла 2009. године. Камен-темељац освештао је епископ канадски Георгије, 28. априла 2009. године.
Приликом прославе двадесетпетогодишњице Епархије канадске и доласка епископа канадског Георгија на њено чело, 17. октобра 2009. године је непосредно поред владичанског двора изграђен eпархијски музеј, архива и библиотека. Новосаграђена камена зграда заменила је стару трошну кућицу која је била последње здање које је преостало од пређашњих власника имања. Прослава је почела Светом архијерејском литургијом коју су торжествено служили епископ канадски Георгије, епископ будимски Лукијан и епископ британско-скандинавски Доситеј уз саслужење свих свештеника Епархије канадске. Освећење зграде извршио је епископ британско-скандинавски Доситеј.
Зграду су саградили машински инжењери Благоје Савић и Слободан Гојковић представљајући компанију „Савић хоумс” из Киченера. Специјална врата на улазу поклон су власника компаније „Локвуд” Љубише Милића, прозоре је даровао јереј Иван Радовић из Торонта а фасаду су радили браћа Радислав и Миломир Ракановић. Дизајн унутрашњости библиотеке урадили су дизајнер Ненад Штрбац из Ванкувера и дрворезац Ђорђе Игњатић из Отаве. Кум библиотеке је био Јован Вујасиновић.
Двадесетпетогодишњица Источника прослављена је на Источни петак 20. априла 2012. године у Манастиру Светог Преображења Господњег Светом архијерејском литургијом  коју су служили патријарх српски Иринеј, епископ канадски Георгије, епископ средњоевропски Константин, епископ британско-скандинавски Доситеј, епископ ваљевски Милутин и бројно свештенство из Онтарија и Квебека. После литургије је одржана духовна академија у згради библиотеке. Том приликом се присутнима обратио и патријарх Иринеј, а међу гостима су били Рада Ђуричин и Вјера Мујовић.

## Галерија
- Градња зграде библиотеке, априла 2009. године
- Спомен-плоча на фасади зграде
- Унутрашњост библиотеке
- Биста Светог Владике Николаја
- Део музејског експоната